# Rodrigo Taddei
Rodrigo Ferrante Taddei (n. 6 martie 1980) este un fotbalist brazilian retras din activitate.

## Palmares

### Roma
- Serie A:
  - Vice-campion: 2006, 2007, 2008, 2010
- Coppa Italia:
  - Câștigător: 2007, 2008
  - Finalist: 2005, 2006, 2010
- Supercoppa Italiana:
  - Câștigător: 2007
  - Finalist: 2006, 2008, 2010